# Osetia Północna

Mapa polityczna Kaukazu

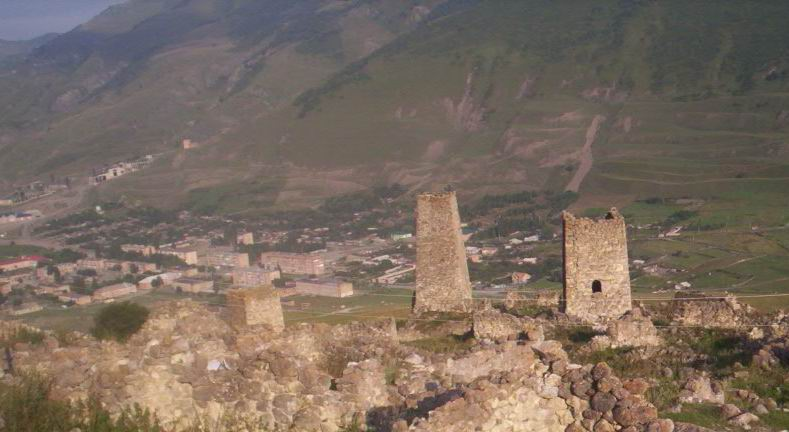
W górach Północnej Osetii

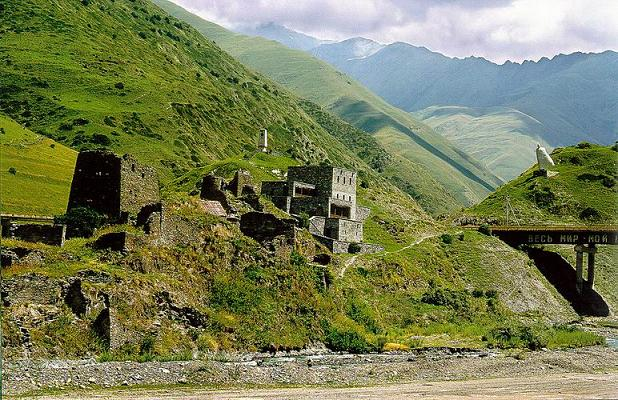
Krajobraz Północnej Osetii

Osetia Północna (oficj. Republika Osetii Północnej – Alania, ros. Республика Северная Осетия – Алания, Riespublika Siewiernaja Osietija – Ałanija, oset. Цæгат Ирыстоны Аланийы Республикæ) – jedna z autonomicznych republik wchodzących w skład Federacji Rosyjskiej, położona na Kaukazie Północnym.

## Geografia
Osetia Północna, zwana także Alanią, należy do Federacji Rosyjskiej. Leży na północnym skraju dużego kaukaskiego grzbietu górskiego, oddzielającego Kaukaz Północny od Kaukazu Południowego. Po drugiej stronie gór leży Osetia Południowa, należąca do Gruzji.
Osetia Północna ma powierzchnię ok. 8 tys. km² i liczy około 700 tys. mieszkańców, z czego ok. 25% stanowią Rosjanie. Prawie połowa ludności mieszka w stolicy, Władykaukazie, która w czasach radzieckich nosiła nazwę Ordżonikidze.
Republika graniczy na południu z Gruzją i wchodzącą formalnie w jej skład separatystyczną Osetią Południową, na zachodzie z Kabardo-Bałkarią, na wschodzie z Czeczenią i Inguszetią. Rosja leży na północy. Prawie 2 tysiące kilometrów dzieli Władykaukaz od Moskwy.
Stolicą Osetii Północnej jest Władykaukaz. Inne miasta to Ardon, Ałagir, Digora, Mozdok i Biesłan.

### Strefa czasowa
Osetia Północna należy do moskiewskiej strefy czasowej (MSK). UTC +3:00 przez cały rok. Wcześniej, przed 27 marca 2011 roku, obowiązywał czas standardowy (zimowy) strefy UTC+3:00, a czas letni – UTC+4:00.

## Demografia

### Statystyki demograficzne
- Ludność ogółem: 710 275 (2002)
  - Ludność miejska: 464 875 (65,5%)
  - Ludność wiejska: 245 400 (34,5%)
  - Mężczyźni: 336 035 (47,3%)
  - Kobiety: 374 240 (52,7%)
- Liczba kobiet przypadająca na 1000 mężczyzn: 1114
- Średnia wieku w całej populacji: 33,8 lat
  - Średnia wieku w miastach: 34,2 lat
  - Średnia wieku na wsiach: 32,9 lat
  - Średnia wieku mężczyzn: 30,4 lat
  - Średnia wieku kobiet: 36,9 lat
- Liczba gospodarstw domowych: 200 191 (z 690 806 mieszkańcami)
  - Liczba gospodarstw domowych w miastach: 143 397 (z 447 884 mieszkańcami)
  - Liczba gospodarstw domowych na wsiach: 56 794 (z 242 922 mieszkańcami)
- Przyrost naturalny (2005)
  - Liczba urodzeń: 7894 (współczynnik urodzeń 1,12%)
  - Liczba zgonów: 8654 (współczynnik zgonów 1,23%)
  - Ubytek naturalny: 760 (współczynnik przyrostu naturalnego – 0,11%)

### Narodowości
Struktura narodowościowa (2002):
- Osetyjczycy: 445,3 tys. (62,7%)
- Rosjanie: 164,7 tys. (23,2%)
- Ingusze: 21,4 tys. (3,0%)
- Ormianie: 17,2 tys. (2,4%)
- Ukraińcy: 5,2 tys. (0,7%)
- Czeczeni: 3,4 tys. (0,5%)
- Kabardyjczycy: 2,8 tys. (0,4%)
- Turcy: 2,8 tys. (0,4%)
- Azerowie 2,4 tys. (0,3%)
- Grecy 2,3 tys. (0,3%)
- Tatarzy 2,1 tys. (0,3%)
- Koreańczycy 1,8 tys. (0,3%)
- Cyganie 1,6 tys. (0,2%)
- Białorusini 1,0 tys. (0,1%)

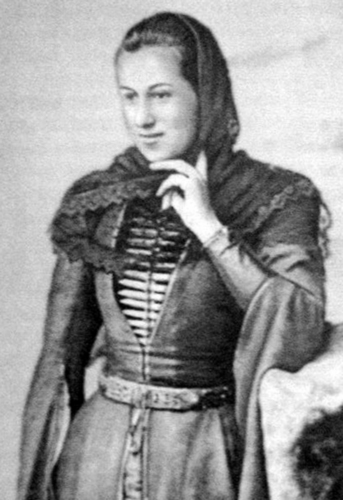
Osetyjka w stroju ludowym (początek XX wieku)

- Pozostali i o nieustalonej narodowości: 56,4 (5,1%)

#### Zmiany struktury narodowościowej
Zmiany struktury narodowościowej Osetii Północnej na podstawie danych spisowych:
|             | 1926            | 1939            | 1959            | 1970            | 1979            | 1989            | 2002            | 2010            |
| ----------- | --------------- | --------------- | --------------- | --------------- | --------------- | --------------- | --------------- | --------------- |
| Osetyjczycy | 139 120 (60,3%) | 165 616 (50,3%) | 215 463 (47,8%) | 269 326 (48,7%) | 299 022 (50,5%) | 334 876 (53,0%) | 445 310 (62,7%) | 459 688 (65,1%) |
| Rosjanie    | 50 272 (21,8%)  | 122 614 (37,2%) | 178 654 (39,6%) | 202 367 (36,6%) | 200 692 (33,9%) | 189 159 (29,9%) | 164 734 (23,2%) | 146 090 (20,8%) |
| Ingusze     | 1 540 (0,7%)    | 6 106 (1,9%)    | 6 071 (1,3%)    | 18 387 (3,3%)   | 23 663 (4,0%)   | 32 783 (5,2%)   | 21 442 (3,0%)   | 28 336 (4%)     |
| Ormianie    | 6 921 (3,0%)    | 8 932 (2,7%)    | 12 012 (2,7%)   | 13 355 (2,4%)   | 12 912 (2,2%)   | 13 619 (2,2%)   | 17 147 (2,4%)   | 16 235 (2,3%)   |
| Ukraińcy    | 14 282 (6,2%)   | 7 063 (2,1%)    | 9 362 (2,1%)    | 9 250 (1,7%)    | 10 574 (1,8%)   | 10 088 (1,6%)   | 5 198 (0,7%)    | 3 251 (0,4%)    |
| Inni        | 18 646 (8,1%)   | 18 874 (5,7%)   | 29 019 (6,4%)   | 39 896 (7,2%)   | 45 139 (7,6%)   | 51 903 (8,2%)   | 56 444 (7,9%)   | 49 832 (7,4%)   |

### Religie

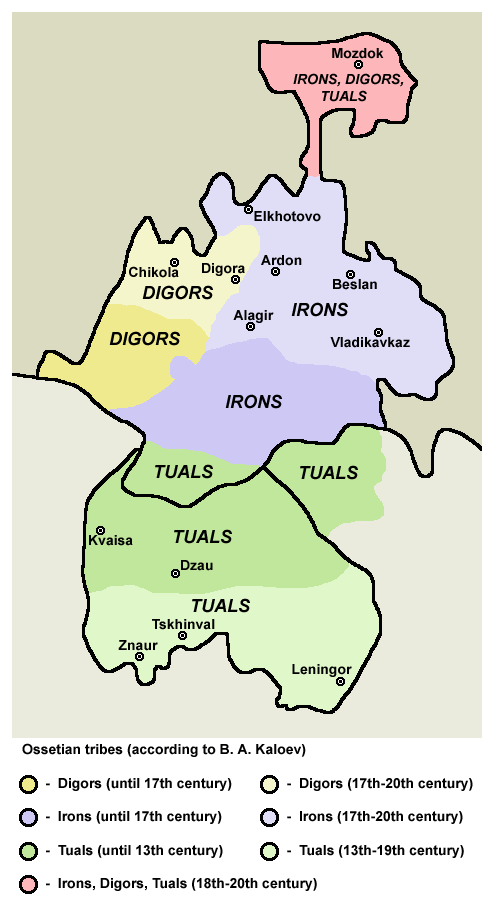

Zdecydowana większość mieszkańców kraju wyznaje prawosławie. Istnieje także mniejszość muzułmańska, którą tworzą głównie Ingusze oraz przedstawiciele innych kaukaskich mniejszości narodowych. Także wśród Osetyjczyków, w zdecydowanej większości prawosławnych istnieje kilkuprocentowa mniejszość wyznająca islam sunnicki.

## Języki
Status języka urzędowego na terenie Osetii posiadają na równi język rosyjski i osetyjski.
Język rdzennych mieszkańców kraju – Osetyjczyków posiada dwa główne dialekty: zachodnioosetyjski digoron oraz wschodnioosetyjski iron, który stał się podstawą opracowania języka literackiego i do którego zalicza się także dialekt tual, którym posługuje się ludność Osetii Południowej. Język osetyjski zachował wiele archaicznych cech, charakterystycznych dla języków irańskich (m.in. zachowanie przypadków), natomiast jego fonetyka jest pod silnym wpływem sąsiednich języków kaukaskich. W słowniku widoczne są silne wpływy języka rosyjskiego.

## Historia

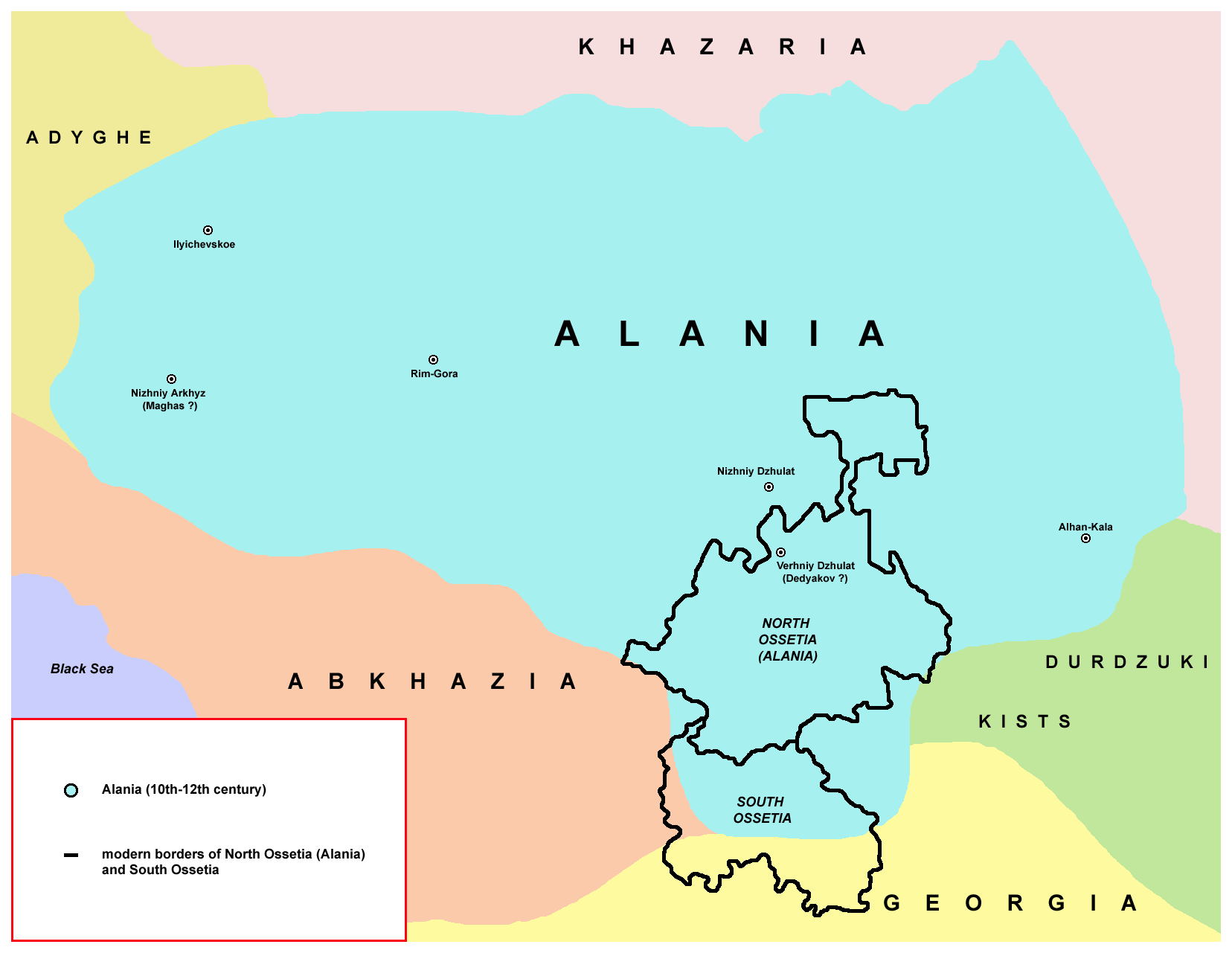

Alanowie, przodkowie dzisiejszych Osetyjczyków, osiedlili się w Osetii Północnej prawdopodobnie już w IV w. po Chr., gdy spokrewnione z nimi plemiona Sarmatów zostały podbite przez Hunów. W następnym okresie rozwinęli system feudalny i w IX w. przyjęli chrześcijaństwo.
W XIII w. w wyniku najazdów Mongołów Alanowie przenieśli się w odległe doliny i góry Kaukazu. Świadectwem tych wojen do dzisiaj są wysokie baszty obronne, w których ludność chroniła się przed wrogami. W późniejszym czasie Osetia coraz bardziej zwracała się ku Rosji, szukając wsparcia w konfliktach z muzułmańskimi Turkami Osmańskimi, Tatarami Krymskimi, a także z Czeczenami i Inguszami.
Ostatecznie w drugiej połowie XVIII w. do Rosji udali się wysłannicy, którzy w drodze rokowań doprowadzili do przyłączenia Osetii do Rosji.

Godło Północnoosetyjskiej ASRR

Po rewolucji październikowej Północna Osetia najpierw stanowiła część Górskiej ASRR, a po jej rozwiązaniu otrzymała autonomię jako Północnoosetyjski Obwód Autonomiczny. W 1936 autonomię poszerzono i powstała Północnoosetyjska ASRR.
Po rozpadzie ZSRR i proklamowaniu niepodległej Rosji, Północnoosetyjska ASRR jako Osetia Północna-Alania uzyskała status podmiotu Federacji Rosyjskiej.

### Osetia Południowa
Osetia Południowa w okresie ZSRR stanowiła obwód autonomiczny w ramach Gruzińskiej SRR. Po dojściu do władzy w Gruzji nacjonalistycznego prezydenta, Zwiada Gamsachurdii, który domagał się Gruzji dla Gruzinów, Osetia Południowa uchwałą osetyjskiej Rady Najwyższej proklamowała niepodległość. W odpowiedzi na to Gruzja anulowała autonomiczny status Osetii Południowej i uznała to terytorium za część Gruzji, wskutek czego doszło do brutalnych zamieszek, a w latach 1992–1993 – gdy odwołano pospiesznie wysłane w ten rejon oddziały specjalne rosyjskiego Ministerstwa Spraw Wewnętrznych – do wojny. Ta zakończyła się 24 czerwca 1992 zawieszeniem broni, którego realizację nadzorował obserwator Organizacji Bezpieczeństwa i Współpracy w Europie (OBWE), jak również rosyjskie siły pokojowe. Status Osetii Południowej do dziś nie jest wyjaśniony i nie ma perspektyw na rozwiązanie tego problemu.

### Problem graniczny z Inguszetią
Na początku lat 90. Osetia Północna i Inguszetia wplątały się w konflikt zbrojny o wschodnią część rejonu prigorodnego, który obydwa narody traktowały jako należący do ich kraju. Problem dotyczący przynależności tego rejonu zaczął się w 1944, kiedy to po likwidacji Czeczeńsko-Inguskiej ASRR zamieszkujący dotychczas ten rejon Ingusze zostali w ramach stalinowskich represji deportowani do Kazachstanu, a obszar ten włączono do ówczesnej Północnoosetyjskiej ASRR. Mimo reaktywowania Czeczeńsko-Inguskiej ASRR (1957) i powrotu większości Inguszy do dawnych domów, tereny te pozostawiono w składzie Osetii. W konsekwencji konfliktu z lat 90. kilka tysięcy Inguszy, mieszkających dotąd w rejonie prigorodnym i w innych częściach Osetii Północnej, została wypędzona, a ich domy przydzielono uciekinierom z Osetii Południowej. Do dzisiaj kwestia ta nie została rozwiązana, zaś wypędzeni Ingusze żyją w większości w obozach dla uchodźców.

### Prezydenci Osetii Północnej
- Achsarbek Gałazow 1994–1998
- Aleksander Dzasochow 1998–2005
- Tajmuraz Mamsurow 2005–2015
- Tamerlan Aguzarow 2015–2016

## Miasta

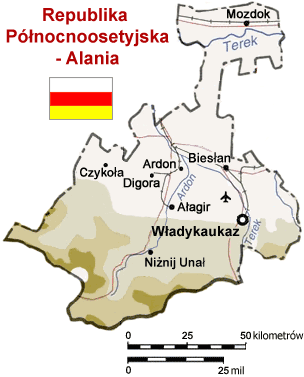
mapa kraju

Na terenie republiki znajdują się następujące miasta i osiedla typu miejskiego
| Miasto      | nazwa rosyjska | Liczba mieszkańców (01.01.2006) |
| ----------- | -------------- | ------------------------------- |
| Ałagir      | Алагир         | 20 281                          |
| Ardon       | Ардон          | 16 930                          |
| Biesłan     | Беслан         | 35 716                          |
| Digora      | Дигора         | 11 398                          |
| Mozdok      | Моздок         | 41 270                          |
| Władykaukaz | Владикавказ    | 314 073                         |
| Zawodskoj   | Заводской      | 14 837                          |

## Podział administracyjny
Obszar Osetii Północnej podzielony jest na 8 rejonów i jedno miasto wydzielone.

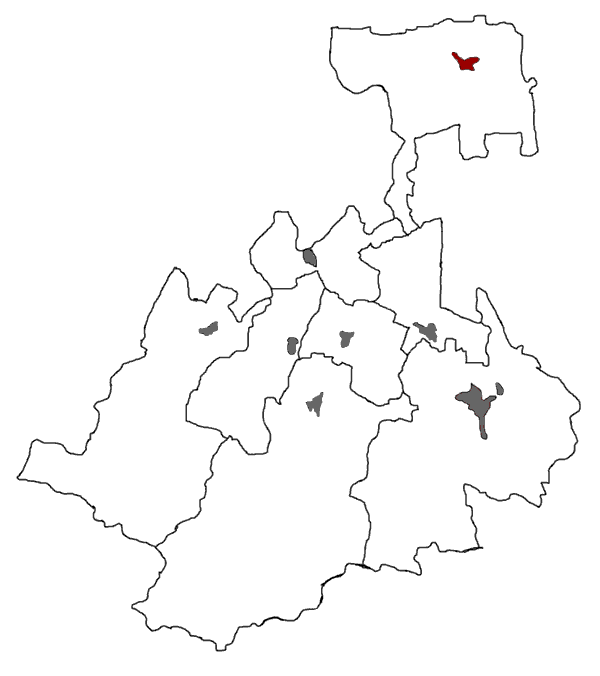
podział administracyjny Osetii z zaznaczeniem położenia ośrodków administracyjnych poszczególnych rejonów

| rejon             | Ośrodek administracyjny | Liczba mieszkańców (w tys.) (stan na 1 stycznia 2006) | Powierzchnia (w tys. km²) | Gęstość zaludnienia (os./km²) |
| ----------------- | ----------------------- | ----------------------------------------------------- | ------------------------- | ----------------------------- |
| Ałagirski         | Ałagir                  | 36,6                                                  | 2,01                      | 18,2                          |
| Ardoński          | Ardon                   | 27,9                                                  | 0,36                      | 77,5                          |
| Digorski          | Digora                  | 20,4                                                  | 0,64                      | 31,9                          |
| Irafski           | Czykoła                 | 15,4                                                  | 1,37                      | 11,2                          |
| Kirowski          | Elchotowo               | 26,9                                                  | 0,36                      | 74,7                          |
| Mozdocki          | Mozdok                  | 87,6                                                  | 1,08                      | 81,1                          |
| Prawobierieżny    | Biesłan                 | 55,6                                                  | 0,38                      | 146,3                         |
| Prigorodny        | Oktiabrskoje            | 102,3                                                 | 1,46                      | 70,0                          |
| miasto wydzielone | Władykaukaz             | 314,5                                                 | 0,22                      | 1432,1                        |

## Tablice rejestracyjne
Tablice pojazdów zarejestrowanych w Osetii Północnej mają oznaczenie 15 w prawym górnym rogu nad flagą Rosji i literami RUS.